# Айвазовская, Ольга Павловна
Ольга Павловна Айвазовская (укр. Ольга Павлівна Айвазовська; род. 9 ноября 1981, Черкассы) — украинская общественная деятельница, с 2009 года председатель правления Всеукраинской общественной организации Гражданская сеть «ОПОРА», с 2018 года председатель правления украинской благотворительной общественной организации Международного фонда «Возрождение» (укр. Міжнародний фонд "Відродження"). Является экспертом по избирательному законодательству и политическим процессам. Включалась в рейтинг ста самых влиятельных женщин Украины по версии журнала «Фокус» (под № 17 в 2017 году; в 2019), а в 2016, 2019-2020 гг. - в топ-100 самых успешных женщин Украины по версии издания «Новое время».
Родом из Черкасс.
Выпускница факультета украинской филологии и журналистики Черкасского национального университета им. Хмельницкого, также обучалась в Украинской школе политических студий (Українська школа політичних студій).
В 2016 году вошла в первый "ТОП-100 самых успешных женщин" по версии издания «НВ».
С марта 2016 года входит в экспертный состав политической подгруппы Трехсторонней контактной группы по урегулированию ситуации на Донбассе.
С сентября 2017 года заместитель председателя правления фонда «Возрождение», перед чем член его правления. С января 2018 года исполняла обязанности председателя правления этого фонда — в связи с назначением бывшего председателем правления Александра Сушко (Сушко Олександр Валерійович) на должность исполнительного директора фонда. В феврале того же 2018 года возглавила этот соросовский фонд.
В 2018 году примкнула к просветительскому проекту «Нові лідери», подбирала участников в телепроект.
Член Инициативной группы "Первого декабря".
Увлекается плаванием.
Супруг Василий — частный предприниматель, есть сын Данила.